# Grzegorz Krasiński
Grzegorz Doman Krasny-Krasiński (ur. 11 stycznia 1975 w Warszawie) – polski lekkoatleta specjalizujący się w rzucie oszczepem. Syn pisarza Janusza Krasińskiego.
W latach 1994–2003 reprezentant Polski w rzucie oszczepem. Wielokrotny medalista mistrzostw kraju juniorów, młodzieżowców oraz seniorów. W roku 2000 zdobył mistrzostwo Polski seniorów z wynikiem 81,94, bijąc rekord Mistrzostw Polski. Wcześniej zostawał wielokrotnie Mistrzem Polski juniorów oraz młodzieżowców.
Jego rekord życiowy 82,37 m (13 sierpnia 2000, Lappeenranta ). Startował w barwach Skry Warszawa. Zakończył karierę w roku 2003.